# フアン・サンタマリーア国際空港
ファン・サンタマリーア国際空港（スペイン語: Aeropuerto Internacional Juan Santamaría）は、コスタリカ共和国の首都のサンホセにある国際空港。なお、この空港の名前は国民戦争の際にウォーカー軍と戦い、戦死したコスタリカの国民的英雄フアン・サンタマリーアの名前から取られている。

## 概要

### コスタリカの玄関
コスタリカ国内にある4つの国際空港の中で最も大きい。首都サン・ホセ中心部から18kmのアラフエラ県内にある。サンサ航空、アビアンカ・コスタリカのハブ空港であり、北米、中南米、ヨーロッパなど多方面の路線を有する。
1958年に開港し、1923年以来の旧サンホセ空港を置き換えた。年間約300万人の旅客利用があり、最近は新たに乗り入れを希望する航空会社が急激に増えている。この空港で着陸可能な機種はエアバスA300、A340とボーイング767、747およびコンコルドである。

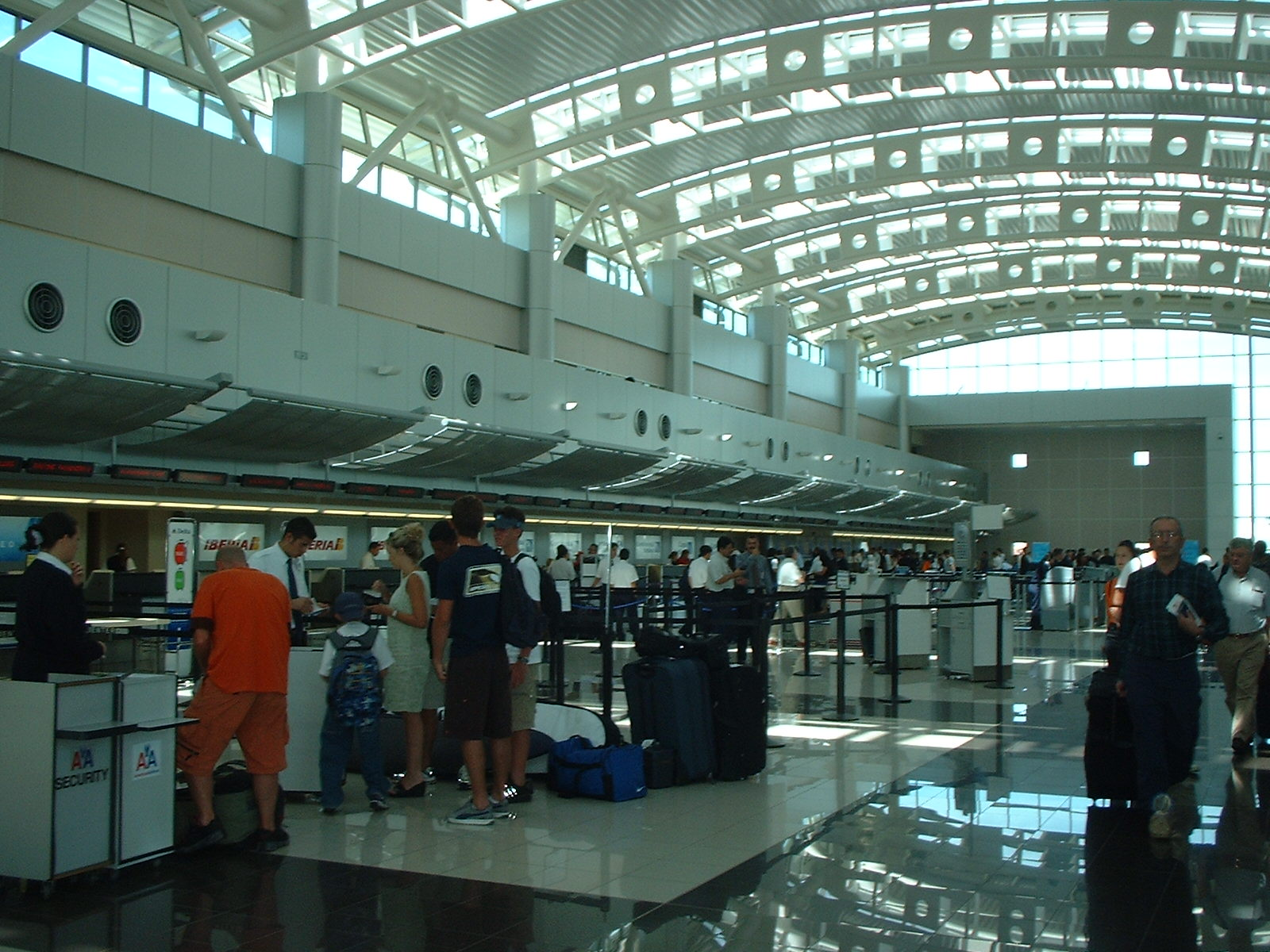
ファン・サンタマリーア国際空港ターミナル内部

## 主な航空会社
- サンサ航空
- アビアンカ・コスタリカ
- ボラリス・コスタリカ
- アメリカン航空
- ユナイテッド航空
- デルタ航空
- サウスウエスト航空
- フロンティア航空
- スピリット航空
- ジェットブルー航空
- アラスカ航空
- エアカナダ
- エアトランザット
- ウエストジェット
- アエロメヒコ航空
- アエロメヒコ・コネクト
- ビバアエロブス
- コパ航空
- アビアンカ・エルサルバドル
- LATAM ペルー
- ウィンゴ航空
- イベリア航空
- ブリティッシュエアウェイズ
- エアフランス
- KLM
- ルフトハンザ航空
- エーデルワイス航空

### 主な就航地
- 国際線 : モントリオール、トロント、カンクン、ダラス、ロサンゼルス、マイアミ、フォートローダーデール、フランクフルト、サント・ドミンゴ、ヒューストン、ニューアーク、パナマシティ、グアテマラ、テグシガルパ、サン・ペドロ・スーラ、マナグア、ハバナ、アトランタ、ニューヨーク/JFK、デンバー、マドリッド、アムステルダム、オーランド、メキシコシティ

- 国内線 : バラ・デ・コロラド、バイア・ドラケ、ゴルフィト、リベリア、ノサラ、コト47、プンタ・イスリタ、プエルト・ヒメネス、サマラ・カリージョ、パルマル・スール、タンボル、タマリンド、バラ・デ・トルトゥゲーロ、ケポス

### 貨物
- DHLアビエーション
- UPS航空
- アトラス航空
- サザン・エア
- ポーラーエアカーゴ
- マーティンエアー
- 南アメリカ航空
- マス航空
- ABX航空
- フロリダ西国際航空

### 今後の乗り入れ予定
ブリティッシュ・エアウェイズが現在、ロンドン～コスタリカ間を、マイアミ又はヒューストン経由で直通便を再開する計画をしている。同じ英国の ファースト・チョイス航空 は、ロンドン～リベリア間、および他の都市との直通便乗り入れを計画している。その他ルフトハンザドイツ航空のフランクフルト、ミュンヘンからの便や、アリタリア航空のローマやミラノからの便の乗り入れも計画されている。また、イベリア航空は現行のマドリッド～コスタリカ間週4便を、週7便に増便することを計画している。

## 事故
- 2022年4月7日10時25分頃（日本時間8日午前1時25分頃）、フアン・サンタマリーア国際空港発ラ・アウロラ国際空港行きD07216便（ボーイング757-200型機、機体番号：HP-2010DAE）が機材故障で引き返して当空港に緊急着陸した際、滑走路から逸脱し機体後部が真っ二つに割れた後停止した。乗員2名に怪我は出なかったが、この影響で当空港は約5時間に渡って一時閉鎖された[2][3]。